# 邯川護軍
邯川護軍，十六国时期官名。
南凉弘昌元年（402年），禿髮傉檀即位，设置邯川護軍，治邯川（今青海省黄南藏族自治州尖扎县东南），属于凉州。南凉有邯川護軍孟恺。嘉平七年（414年），西秦灭南凉，废除邯川護軍。